# Musikzentrum Hannover

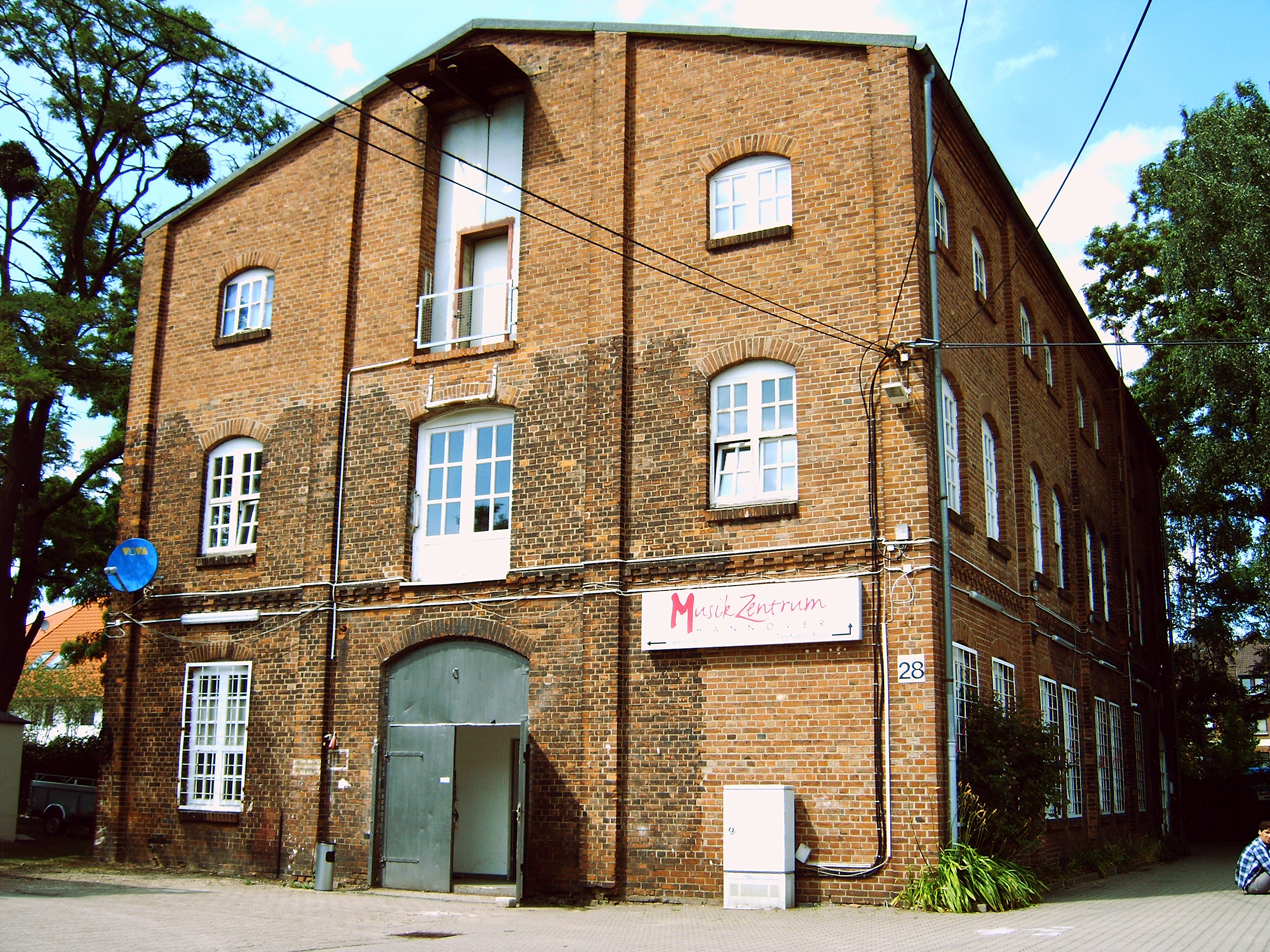
Musikzentrum Hannover in früherer Modellbauhalle des Unternehmens Knoevenagel

Das Musikzentrum Hannover (Eigenschreibweise: MusikZentrum Hannover) ist ein 1993 gegründetes Veranstaltungszentrum in Hannover. 

## Beschreibung
Zum Musikzentrum gehören ein Tonstudio und Proberäume für Musiker. Es ist Sitz der Geschäftsstellen der Landesarbeitsgemeinschaft Rock in Niedersachsen, des Rockbüros Hannover und der Deutschen Rockmusikstiftung. Das Musikzentrum engagiert sich vor allem in der Jugend und Nachwuchsförderung, vermietet Proberäume und bietet Coaching sowie Beratung für die Musikproduktion bis hin zur Erstellung von Tonträgern. Träger ist die Musikzentrum gemeinnützige GMBH. 2023 wurde bekannt, dass der Mietvertrag seitens des Eigentümers nicht fortgesetzt wird und das Musikzentrum bis 2025 ausziehen muss.

## Veranstaltungen

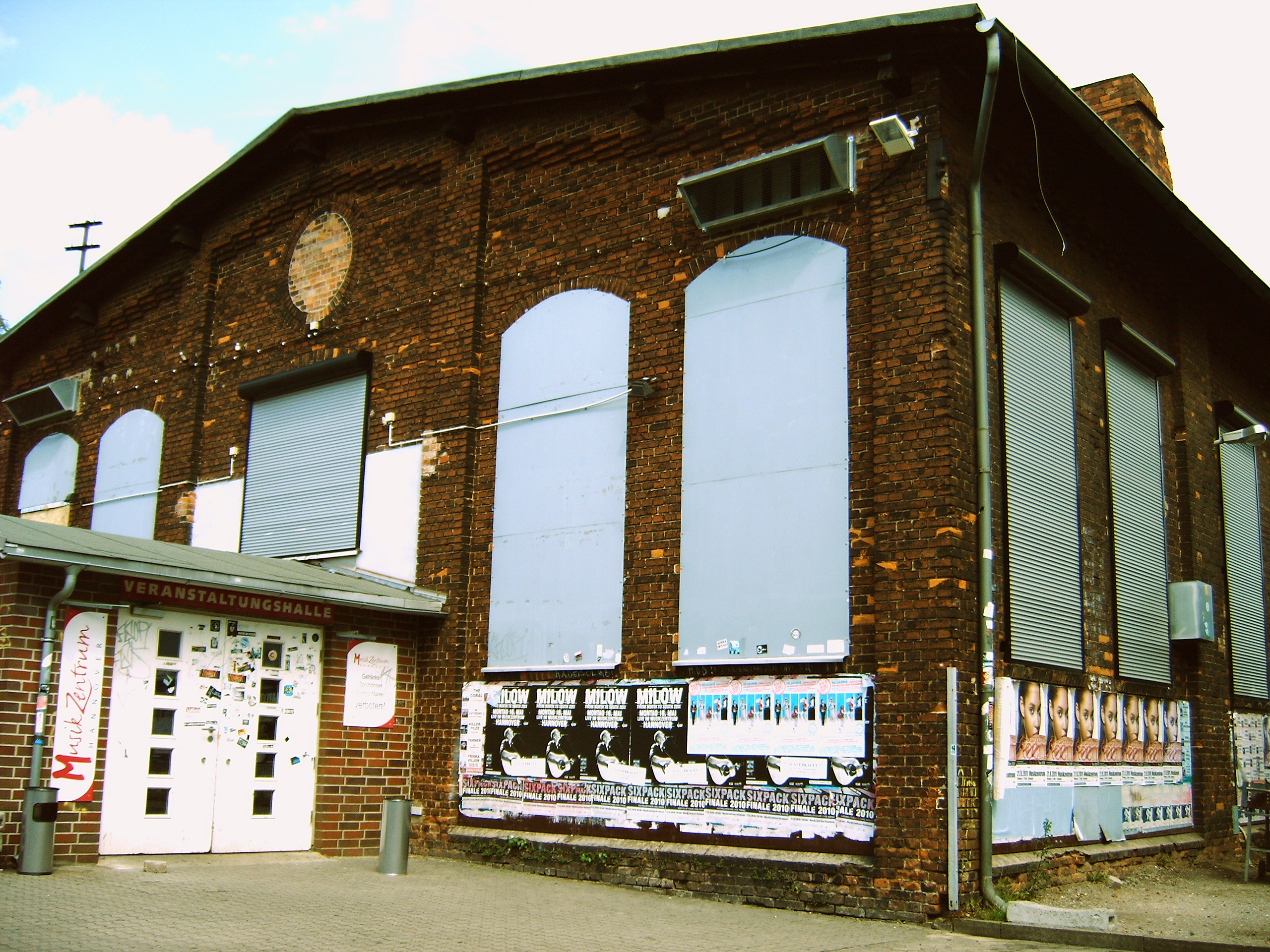
Veranstaltungshalle mit Konzertbühne, früher Produktionshalle

Das Musikzentrum zählt neben dem Capitol Hannover und dem Veranstaltungszentrum FAUST zu den wichtigsten Bühnen der Stadt. Es finden Veranstaltungen verschiedener Art statt. Einige namhafte Künstler und Bands sind dort bisher aufgetreten, wie Die Happy, die Michael Schenker Group, Blumfeld, Thomas Godoj, Jan Josef Liefers, Smudo und Fury in the Slaughterhouse. Zudem finden in der etwa 500 Zuschauer fassenden Halle Konzertreihen wie Emergenza oder das Sixpack statt. Zudem steht eine Probebühne zur Verfügung. Zu den weiteren Veranstaltungen zählen Theateraufführungen, Musiktheater, Workshops und Seminare.
Zusammen mit der Staatsoper Hannover und der TVN Group Film & TV Productions sowie 50 Jugendlichen entstand unter der Regie von Franziska Stünkel das Projekt Rheingold - der Film. Dabei handelt es sich um die Wagneroper, die im Musikclipformat von den Jugendlichen neu interpretiert wurde. Das Projekt wurde mit dem Förderpreis Musikvermittlung des Musiklandes Niedersachsen und der Niedersächsischen Sparkassenstiftung ausgezeichnet.

## Studio und Proberäume
Das Musikzentrum verfügt über ein modernes Tonstudio und mehr als 50 Proberäume, die in mehreren umgebauten, ehemaligen Luftschutzbunkern wie dem Bunker in der Friesenstraße oder dem Bunker am Weidendamm untergebracht und über die Stadt Hannover verteilt sind. Das Rockmobil des Musikzentrums führt in Jugendzentren, Schulen und anderen Einrichtungen Projekte für Kinder und Jugendliche durch. Weitere Schwerpunkte sind die Arbeit mit straffällig gewordenen Kindern und Jugendlichen, wie auch mit geistig und körperlich behinderten Kindern und Jugendlichen.